# Miagrammopes guttatus
Miagrammopes guttatus là một loài nhện trong họ Uloboridae.
Loài này thuộc chi Miagrammopes. Miagrammopes guttatus được Cândido Firmino de Mello-Leitão miêu tả năm 1937.